# Mäeküla (Mulgi)
Mäeküla is een plaats in de Estlandse gemeente Mulgi, provincie Viljandimaa. De plaats heeft de status van dorp (Estisch: küla).
Tot in oktober 2017 behoorde Mäeküla tot de gemeente Karksi. In die maand werd Karksi bij de fusiegemeente Mulgi gevoegd.

## Bevolking
Het dorp had 31 inwoners op 31 december 2011 en 34 inwoners op 31 december 2021.

## Ligging
Het dorp ligt aan het meer Veisjärv. De rivier Õhne, die het Veisjärv met het Võrtsjärv verbindt, begint bij Mäeküla. Het zuidoostelijk deel van het dorp ligt in het natuurreservaat Rubina looduskaitseala (21 km²).

## Geschiedenis
Mäeküla werd in 1601 voor het eerst genoemd onder de naam Mekulle. Latere namen waren Maekülla in 1795 en Mähkülla in 1797. Rond 1900 kwam de schrijfwijze Mäeküla in gebruik. Het dorp lag op het landgoed van Karkus (Karksi). Tussen 1977 en 1997 heette de plaats Rängle, naar een boerderij in het dorp.